# レフ・ゲンリホーヴィッチ・シュニレルマン
レフ・ゲンリホーヴィッチ・シュニレルマン（露: Лев Генрихович Шнирельман、アルファベット表記はLev Genrikhovich Schnirelmann等；1905年1月2日 - 1938年9月24日）はソビエトの数学者。加法的整数論及び微分幾何学に於ける業績で有名。
ホメリに教師の両親の元に生れる。早くから数学の才能を示し、1921年にはモスクワ大学数学研究所のヒンチンやウリゾーン、ルージンらを聴講していた。1925年に同大学を卒業、1929年ノヴォチェルカッスクのNovocherkassk Polytechnical Instituteに勤む。1930年にモスクワ大学に戻った後、1931年の秋頃迄ゲッティンゲン大学に遊学する。1933年ロシア科学アカデミー会員に選ばれ、翌年設立されたばかりのステクロフ数学研究所に勤める。1938年に自殺したとされる。
1920年代末にL.リュステルニクと共同で変分法に於る位相幾何学的方法を用いて、ポアンカレの問題として知られていた、三次元空間内の凸閉曲面上には三つの閉測地線が存在するという予想を証明した。其の中で現在リュステルニク-シュニレルマンカテゴリーと称えられている位相不変量を定義した。
又加法的整数論の研究に於いては一般的問題を考察し、シュニレルマン密度の概念を導入した。特に篩法を用いて凡ての自然数は高々21個の素数の和であることを証明し(Mathematische Annalen(1933)及びDeutschen Mathematikerkongress(1931)に於る講演）、ゴールドバッハ予想の解決に向けた新しいアプローチを提示した。